# کوزیوو (شهرستان بوزدیاکسکی، باشقیرستان)
کوزیوو (انگلیسی: Kuzeyevo, Buzdyaksky District, Republic of Bashkortostan) یک شهرک در شهرستان بوزدیاکسکی باشقیرستان کشور روسیه است.